# Parentesi di Dirac
Le parentesi di Dirac sono una generalizzazione delle parentesi di Poisson sviluppate da Paul Dirac per trattare correttamente i sistemi con vincoli di seconda classe in meccanica hamiltoniana e per la seconda quantizzazione.
Si tratta di una parte importante dello sviluppo effettuato da Dirac della meccanica hamiltoniana e di una valutazione più generale delle lagrangiane. La forma più astratta delle due espressioni dalle parentesi di Dirac è la restrizione alla forma simplettica della superficie di vincolo dello spazio delle fasi.
La piena comprensione delle parentesi di Dirac presuppone una certa familiarità con i formalismi della meccanica lagrangiana ed hamiltoniana, e la loro connessione alla seconda quantizzazione.